# مالبورگتو والبرونا
مالبورگتو والبرونا (به ایتالیایی: Malborghetto-Valbruna) یک منطقهٔ مسکونی در ایتالیا است که در استان اودینه واقع شده‌است.

## خصوصیات
مالبورگتو والبرونا ۱۲۰٫۵ کیلومترمربع مساحت و ۱٬۰۲۵ نفر جمعیت دارد.